# Lokomotiva 744.5
Lokomotiva řady 744.5 (do roku 1987 řada T 475.15 a T 476.0) je čtyřnápravová dieselelektrická lokomotiva, vyrobená ve dvou prototypech roku 1970 lokomotivkou ČKD v Praze. Jde o vývojového předchůdce později hromadně vyráběných lokomotiv řad 740 a 742 (resp. 743). O dva roky později byl vyroben třetí prototyp s odlišným osmiválcovým motorem K 8 S 230 DR.

## Historie

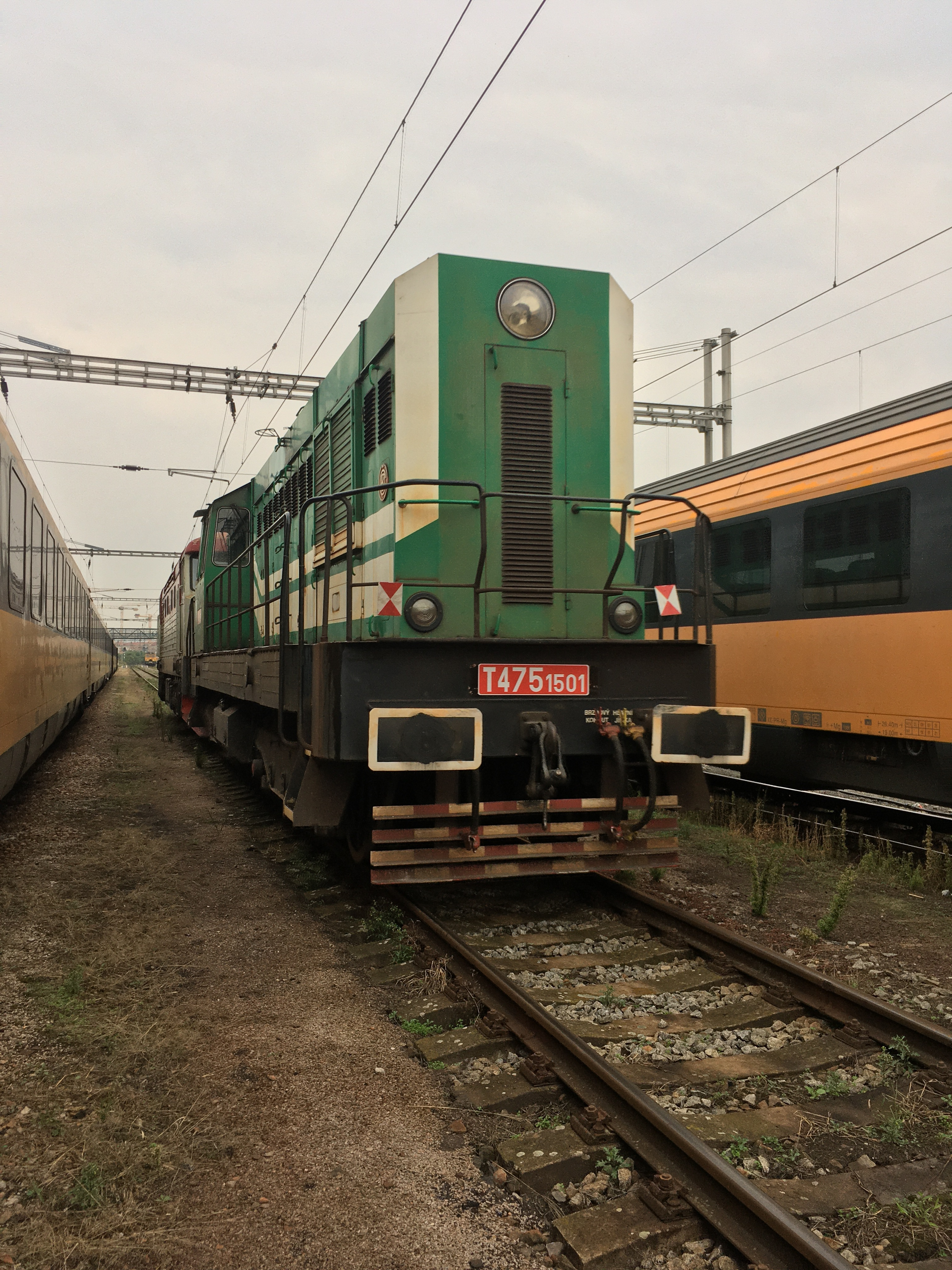
Lokomotiva T475.1501 ve stanici Praha-Smíchov

V rámci modernizace výrobního programu ČKD začal koncem 60. let ve smíchovském pobočném závodě ČKD Naftové motory (tzv. Závody Wilhelma Piecka) vývoj zcela nového typu řadového šestiválce s vrtáním 230 mm (odvozeno od standardní hodnoty 9 palců; takové vrtání mají i sovětské lokomotivy 781), který dostal označení K 6 S 230 DR. Plánované použití tohoto motoru mělo být jak v traťových, tak i posunovacích lokomotivách. Aby bylo možné nový motor v praxi vyzkoušet a případě doladit konstrukční nedostatky, byly v roce 1970 vyrobeny dva prototypy, označené řadou T 475.15 (dnes 744.5). Na každém z nich byl motor kvůli zkouškám nastaven na jiný výkon. Zároveň bylo na tomto typu poprvé použito uložení rámu na podvozcích pomocí pryžokovových sloupků, které se později stalo standardem. Oba prototypy byly zkoušeny nejprve na ŽZO v Cerhenicích a poté pronajaty ČSD k ověření na rychlících z Prahy do Babína (dnes stanice Horažďovice předměstí ). Kromě těchto dvou prototypů s motorem K 6 S 230 DR byl v roce 1972 vyroben ještě třetí, jenž byl označen řadou T 476.0, osazen výkonnějším osmiválcem K 8 S 230 DR obdobné koncepce a porovnáván se slabšími stroji. 
Testování bylo ukončeno roku 1973 a vzhledem k tomu že příprava výroby nové řady T 448.0 (740) již spěla do finále, byly oba šestiválcové stroje nabídnuty k odprodeji. První z nich odkoupily AZNP v Mladé Boleslavi (dnešní Škoda Auto) a zde byl v provozu do roku 2017, než byl v aukci získán společností Retrolok. O druhý projevila zájem cementárna v Hranicích. Později přešel do vlastnictví firmy Lokotrans servis a dnes jej provozuje BF Logistics. Osmiválcový stroj takové štěstí neměl – mezi lety 1974 a 1978 byl střídavě pronajímán ČSD a testován v vlastní režii, v osmdesátých letech sloužil v hutích na Kladně a roku 1988 byl pro svou atypičnost definitivně zrušen a sešrotován.

## Význam
Z historického hlediska jsou všechny tři prototypy průkopníky nové řady naftových motorů, které ČKD vyrábělo od počátku 70. let až do roku 1991 (posledními stroji s motorem K 6 S 230 DR se staly stroje řady BB-1000, dodané do Kambodže). Právě na nich byly vyzkoušeny a dotaženy k dokonalosti prvky, používané na řadách 740 a 742 (a později i 730 a 731), vyráběných ve velkých sériích. Složitější osmiválec se časem ukázal jako problematický, ale stroje s motorem K 6 S 230 DR tvoří i dnes jedny z opor lokomotivního parku v Česku, na Slovensku i jinde. Celkem bylo lokomotiv s tímto motorem vyrobeno v ČKD během 20 let produkce 1324, z toho 205 na export (Vietnam, Kambodža).